# Kanton Douarnenez
Der Kanton Douarnenez (bretonisch Kanton Douarnenez) ist seit 1790 ein französischer Kanton im Arrondissements Quimper, im Département Finistère und in der Region Bretagne; sein Hauptort ist Douarnenez.  

## Geschichte
Der Kanton entstand am 15. Februar 1790. Von 1801 bis 2015 gehörten sechs Gemeinden zum Kanton Douarnenez. Mit der Neuordnung der Kantone in Frankreich stieg die Zahl der Gemeinden 2015 auf 17. Von den bisherigen 6 Gemeinden des alten Kantons Douarnenez wechselten 2 Gemeinden zu anderen Kantonen. Doch kamen alle 12 Gemeinden des bisherigen Kantons Pont-Croix und 1 der 14 Gemeinden des bisherigen Kantons Châteaulin hinzu.

## Lage
Der Kanton liegt im Westen des Départements Finistère. 

## Gemeinden
Der Kanton besteht aus 16 Gemeinden mit insgesamt 34.005 Einwohnern (Stand: 1. Januar 2022) auf einer Gesamtfläche von 283,48 km²:
| Gemeinde          | Bretonisch       | Einwohner (2022) | Fläche (km²) | Code postal | Code Insee |
| ----------------- | ---------------- | ---------------- | ------------ | ----------- | ---------- |
| Audierne          | Gwaien           | 3.708            | 18,37        | 29770       | 29003      |
| Beuzec-Cap-Sizun  | Beuzeg-ar-C'hab  | 1.018            | 34,54        | 29790       | 29008      |
| Cléden-Cap-Sizun  | Kledenn-ar-C'hab | 912              | 19,08        | 29770       | 29028      |
| Confort-Meilars   | Koñforzh-Meilar  | 860              | 14,68        | 29790       | 29145      |
| Douarnenez        | Douarnenez       | 14.188           | 24,94        | 29100       | 29046      |
| Goulien           | Goulien          | 440              | 12,77        | 29770       | 29063      |
| Île-de-Sein       | Enez-Sun         | 280              | 0,60         | 29990       | 29083      |
| Le Juch           | Ar Yeuc'h        | 753              | 14,38        | 29100       | 29087      |
| Kerlaz            | Kerlaz           | 798              | 11,45        | 29100       | 29090      |
| Mahalon           | Mahalon          | 1.010            | 21,39        | 29790       | 29143      |
| Plogoff           | Plougoñ          | 1.166            | 11,73        | 29770       | 29168      |
| Plouhinec         | Ploeneg          | 3.923            | 28,05        | 29780       | 29197      |
| Pont-Croix        | Pontekroaz       | 1.635            | 8,09         | 29790       | 29218      |
| Pouldergat        | Pouldregad       | 1.213            | 24,39        | 29100       | 29224      |
| Poullan-sur-Mer   | Poullann         | 1.460            | 30,35        | 29100       | 29226      |
| Primelin          | Prevel           | 641              | 8,67         | 29770       | 29228      |
| Kanton Douarnenez | Douarnenez       | 34.005           | 283,48       | -           | 2910       |

## Veränderungen im Gemeindebestand seit der landesweiten Neuordnung der Kantone
2016: Fusion Audierne und Esquibien → Audierne

### Kanton Douarnenez bis 2015
Der alte Kanton Douarnenez bestand aus sechs Gemeinden auf einer Fläche von 170,92 km². Diese waren: Douarnenez (Hauptort), Guengat, Le Juch,  Plogonnec, Pouldergat und Poullan-sur-Mer.

## Bevölkerungsentwicklung
| 1962   | 1968   | 1975   | 1982   | 1990   | 1999   | 2006   | 2012   |
| ------ | ------ | ------ | ------ | ------ | ------ | ------ | ------ |
| 26.224 | 25.867 | 26.125 | 25.770 | 24.823 | 23.619 | 23.783 | 23.023 |